# Fear Street – Teil 2: 1978
Fear Street – Teil 2: 1978 (Originaltitel Fear Street Part Two: 1978) ist ein US-amerikanischer Horrorfilm von Leigh Janiak aus dem Jahr 2021. Er basiert auf der Jugendbuchreihe Fear Street von R. L. Stine und ist die Fortsetzung von Fear Street – Teil 1: 1994. Die weltweite Veröffentlichung fand am 9. Juli 2021 auf Netflix statt.

## Handlung
1994 lebt die durch das 1978 erlebte Massaker im Nightwing Ferienlager schwer gezeichnete Christine „Ziggy“ Berman sehr zurückgezogen, ganz allein mit ihrem Hund Major Tom, und tut alles, um vor weiteren Übergriffen durch Besessene geschützt zu sein. Nach den schrecklichen Ereignissen der vergangenen Tage suchen Deena und Josh Johnson Ziggy auf, um sie um Hilfe zu bitten, da Deenas Freundin Sam offenbar von der Hexe Sarah Fier besessen ist. Nach einiger Überredungskunst lässt sie sie in ihr Haus und Sam wird im Bad an die Heizung gefesselt. Ziggy beginnt, den beiden alles über die Geschehnisse im Camp Nightwing und den Tod ihrer Schwester zu erzählen.
12. Juli 1978: Die junge Ziggy Berman wird durch den Wald gejagt, da Jugendliche aus Sunnyvale sie für eine Besessene halten. An dem Baum, an dem Sarah Fier einst gehängt wurde, wird sie zunächst gefesselt und dann angezündet. Doch bevor sie ernste Verletzungen davontragen kann, kommen zwei Betreuer angerannt und unterbrechen die Hinrichtung. Während einer der beiden Ziggy daraufhin unbedingt aus dem Lager werfen möchte, setzt sich der andere, Nick Goode, für Ziggy ein, und sie darf vorerst noch bleiben.
Im Camp laufen derweil die Vorbereitungen zum Farbenkrieg zwischen Sunnyvale und Shadyside auf Hochtouren. Während die meisten Betreuer damit beschäftigt sind, T-Shirts u. Ä. an die Teilnehmer zu verteilen, reinigt Cindy Berman mit ihrem festen Freund Thomas „Tommy“ Slater die Toiletten, als ihr neben einem seltsam klebrigen roten Moos noch auffällt, dass ihre Freundin Alice und ihr fester Freund Arnie ihrem Betreuer-Job nicht nachkommen. Sie will die beiden zurechtweisen, was diese aber mit Sex, Drogen und Rockmusik beantworten. Alice bezeichnet Cindy dabei als Verräterin.
Währenddessen begibt sich Ziggy mit ihrer Verbrennung zur Krankenschwester Mary Lane und stößt dabei auf ein seltsam aussehendes Buch mit Zeitungsausschnitten und Notizen. Doch bevor sie sich das Buch näher anschauen kann, erscheint die leicht verwirrt wirkende Schwester Lane und versorgt erst einmal Ziggys Wunde. Ziggy kommt mit ihr ins Gespräch über ihre Tochter Ruby, die sieben Menschen und anschließend sich selbst ermordet hat. Schließlich erscheint Cindy und stellt ihre Schwester zur Rede, was sie jetzt wieder gemacht hätte, dass alle wütend auf sie sind. Auch in der anschließenden Szene redet sich Cindy ihr Leid von der Seele und es wird deutlich, dass sie vielen Leuten aus Shadyside auf die Füße getreten ist, um in Zukunft diesen Ort irgendwie verlassen zu können, darunter ihrer Schwester und ihrer einst besten Freundin Alice.
Als sie mit Tommy eine Pause beim Putzen macht, um einen neuen Schwamm zu holen, erscheint auf einmal Schwester Lane und versucht, Tommy mit einem Fleischermesser umzubringen. Als Grund dafür gibt sie an, sie habe seinen Namen auf einer Wand gesehen und er werde sowieso in dieser Nacht sterben. Tommy kann sie nochmal im Zweikampf bezwingen, trägt aber selbst eine Platzwunde am Hinterkopf davon. Schwester Lane wird von einem Krankenwagen abgeholt und im Camp versammeln sich alle, wobei klargestellt wird, dass trotz des Vorfalls der Farbenkrieg wie geplant stattfinden wird.
Als es schließlich Nacht wird, bricht Cindy mit Tommy ins Schwesternzimmer ein, um herauszufinden, was tatsächlich mit Schwester Lane los ist und ob Tommy des Todes ist, wie es Schwester Lane behauptet hatte. Dabei stößt auch Tommy auf das seltsame Buch mit den Notizen, in dem zu lesen ist, dass die Hexe Sarah Fier mit ihrer abgeschnittenen Hand die Dunkelheit über das Land kommen ließ. Auf einmal werden sie von Alice und Arnie überrascht, die es wohl ganz praktisch finden, das Schwesternzimmer nicht abgeschlossen vorzufinden, um sich mit Drogen zu versorgen. Alice findet in dem Buch eine Karte, auf der Schwester Lane Notizen gemacht hat, wobei auch eine Stelle mit „Sarah Fier“ markiert ist. Alice und Arnie machen sich einen Spaß daraus, mit dem Buch wegzulaufen und die Hexe zu suchen, während ihr Cindy und Tommy hinterher laufen. Doch bereits hier geschieht etwas Merkwürdiges mit Tommy: Er zögert kurz, weil er Stimmen hört, die ihn rufen.
Gleichzeitig bereitet sich Ziggy in ihrem Zimmer darauf vor, sich mit einem Farbgemisch an den anderen zu rächen, da die mittlerweile ihr Zimmer vollgeschmiert haben, als Nick hereinkommt. Er bietet ihr seine Hilfe zur Rache an und bekundet zu Ziggys Überraschung auch seine Begeisterung an Carrie und Stephen King.
Als Tommy und Cindy schließlich Arnie und Alice einholen, stehen sie mitten im Wald an mehreren Gräbern, die offenbar von Schwester Lane ausgehoben wurden. Sie wollte damit wohl die Hand der Hexe finden, um diese mit dem Rest ihrer Überreste zusammenzuführen. Nach den Notizen in dem Buch sollte auf diese Art der Fluch aufgehoben werden. Ganz in der Nähe findet sich auch eine Treppe, die nach unten in ein Zimmer mit okkulten Gegenständen führt. Dabei stellt Alice fest, dass erst kürzlich jemand hier gewesen sein muss, da eine Kerze noch warm ist. Unter starkem Drogeneinfluss kennt Alice zu diesem Zeitpunkt keine Angst und ist nicht dabei aufzuhalten, es der Hexe zu zeigen. Also läuft sie in den nächsten Raum, muss sich im Durchgang sogar bücken, während ihr die anderen folgen. In diesem Raum findet sich in dessen Mitte eine große Flamme in einem Ring aus seltsamen Zeichen und Alice schließt daraus auf Teufelsanbeter. Cindy bestätigt, dass es sich um das Hexenmal aus dem Buch handelt.
Enttäuscht von den Pillen aus Schwester Lanes Medizinschrank, die keine Drogen sind, entschließt sich Arnie dazu, das Gewölbe wieder zu verlassen und trifft im ersten Raum auf Tommy, der wie in Trance zu sein scheint und nicht mehr ansprechbar ist. Cindy und Alice finden zur selben Zeit heraus, dass das Gewölbe immer weitergeht und dass an einer Wand Namen von toten Personen stehen, den sogenannten „Shadyside Killern“. Auch Tommys Name ist als letzter auf dieser Liste zu finden. Kaum sind sie zurück im ersten Raum, um nach Tommy zu sehen, hat der sich auch schon eine Axt genommen und rammt sie Arnie in den Kopf. Cindy und Alice fliehen vor ihm durch das Gewölbenlabyrinth, als hinter ihnen ein Durchgang einbricht. Tommy bricht daraufhin die Verfolgung ab und begibt sich zurück zum Lager.
Im Lager haben Ziggy und Nick inzwischen eine Falle für Sheila, Ziggys ärgster Widersacherin, vorbereitet. Als sie die Toilette betritt, findet sie eine Nachricht. Beim Lesen ziehen Nick und Ziggy an einem Seil, womit ein Eimer mit Ungeziefer über Sheila geschüttet wird, ganz im Carrie-Stil. Damit schließen sie sie in der Toilette ein.
In den Katakomben müssen sich Alice und Cindy erst einmal zusammenraufen und den Schock über Arnies Tod überwinden. Sie stellen allerdings schnell fest, dass das Hexenmal in dem Buch gleichzeitig die Karte für dieses unterirdische Labyrinth darstellt und folgen ihr.
Währenddessen beginnt die Mordserie von Tommy im Lager, indem er als erstes Jeremy, den kleinen Jungen, der als Kerkermeister für den Farbenkrieg auf Shadyside-Seite eingesetzt wurde, erschlägt. Nebenbei offenbart zur selben Zeit Nick Goode seine Gefühle gegenüber Ziggy; die beiden stellen jedoch fest, dass sie zu unterschiedlich sind für eine gemeinsame Zukunft, obgleich sie sich am Ende leidenschaftlich küssen.
In den unterirdischen Gängen gelangen Cindy und Alice schließlich zum Zentrum, in dem sich sämtliche Irrwege kreuzen. In diesem dunklen Raum, der von Fliegen überschwemmt wird, findet sich in der Mitte ein abstoßend aussehender, pulsierender Haufen von mehr als einem Meter Durchmesser. Während es Cindy mit der Angst zu tun bekommt und nur wieder weg möchte, wird Alice davon angezogen und kann der Versuchung nicht widerstehen, ihn zu berühren. Damit setzt sie sich schrecklichen Horrorvisionen aus, die sie in Panik versetzen. Bei ihrer Flucht davor fällt sie hin und bricht sich den Fuß.
Im Lager werden währenddessen alle im Speisesaal versammelt, wobei mindestens 30 Personen vermisst werden. Als Ziggy losziehen will, um nach ihrer Schwester zu suchen, verbietet ihr das Nick und zieht stattdessen selbst los mit Gary, der neben ihm der einzige Betreuer in der Halle ist, was sowohl Gary wie auch Ziggy fahrlässig scheint. Als Ziggy daraufhin von zwei Sunnyvale-Camperinnen unter Druck gesetzt wird bezüglich Sheila, wird ihr schlagartig klar, dass Sheila noch in der Toilette eingesperrt sein muss und sie rennt los zum Toilettenhaus. Noch während Nick durch den Wald irrt auf der Suche nach weiteren Campern, erschlägt Tommy sein nächstes Opfer, die Spielleiterin des Farbenkrieges auf Shadyside-Seite.
In den unterirdischen Höhlen schient derweil Cindy den Knochenbruch von Alice. Alice erklärt ihr, dass sie in ihren Visionen sämtliche Opfer gesehen hätte und dass Cindy das nächste wäre. Cindy entdeckt dabei an der Wand das rote Moos, auf das sie einige Stunden zuvor in der Toilette gestoßen ist und schöpft Hoffnung, dass sie in der Nähe der Toiletten sein müssen und so die Höhlen verlassen könnten.
Im Lager hören indes vier Kinder, wie Nick ruft, dass das Spiel vorbei sei, als auch schon Tommy auftaucht und drei von ihnen totschlägt. Beim Toilettenhäuschen angekommen, wird Ziggy auch gleich von Sheila angegriffen, als zur selben Zeit Cindy und Alice den Ort unter dem Toilettenhäuschen erreichen. Ziggy schlägt Sheila K.O. und Gary kommt den beiden zu Hilfe. Er und Ziggy hören die Rufe von Cindy und Alice und versuchen, sie mittels des Eimers und dem Seil von Ziggys Streich gegen Sheila aus der Höhle zu ihnen hochzuziehen. Dieser Plan misslingt allerdings, da Tommy auftaucht und Gary den Kopf abschlägt. Ziggy flieht vor Tommy, der sie daraufhin verfolgt. Sie stößt bei ihrer Flucht auf Nick und die beiden verstecken sich im Biologie Experimentierraum. Tommy, immer stärker von Fliegen umschwärmt, findet sie dort und rammt Nick die Axt ins Bein.
Unter der Erde fassen Alice und Cindy den nächsten Plan, aus den unterirdischen Höhlen zu entkommen. In dem Buch von Schwester Lane stoßen sie auf den Hinweis, die Hexe wäre damals dort empor gestiegen, wo sich heute der Speisesaal befindet, und dieser Ort ist ebenfalls auf der Karte markiert. Alice bleibt allerdings zunächst aufgrund ihrer schweren Verletzung zurück. Tatsächlich erreicht Cindy dank der Karte die Stelle unter einem Gitter im Boden der Lagerküche. Ihre Hilferufe werden aber nicht beantwortet, da die überlebenden Camper bereits mit einem Bus aus dem Lager gebracht wurden. Gleichzeitig rennt Ziggy in Panik durch den Speisesaal und schaltet den Kassettenrekorder auf voller Lautstärke an, wodurch Hilferufe aus der Küche nicht mehr zu hören sind. Tommy erscheint im Speisesaal und Cindy beginnt, von unten gegen das Gitter zu treten, während sich Ziggy in der Vorratskammer vor Tommy versteckt hält. Der schlägt die Tür mit seiner Axt ein, und es folgt ein ungleicher Kampf auf Leben und Tod. Dabei gelingt es Ziggy zwar, Tommy ein Fleischermesser in die Brust zu rammen und ihm einen Sack über den Kopf zu ziehen, doch Tommy ist bereits untot und damit nicht zu bezwingen. Ziggy beginnt erneut mit der Flucht, wird aber nach wenigen Schritten von Tommy zu Fall gebracht. Kurz bevor Tommy mit der Axt zuschlagen kann, rammt ihm Cindy dreimal ein Fleischermesser in den Oberkörper, woraufhin er zusammenbricht. Alice erscheint aus der Stelle im Boden, aus der auch Cindy kam und hat die abgetrennte Hand von Sarah Fier in ihrer Tasche. Damit nimmt ihr Plan wieder Fahrt auf, die Hand zu der begrabenen Leiche der Hexe zu bringen und damit den Fluch aufzuheben. Als Ziggy aus der Nase blutet, fallen ein paar Tropfen des Blutes auf die Hand und Ziggy sieht Sarah Fier vor sich in grausamen Visionen.
Kurz darauf trennt sich etwas von dem pulsierenden Haufen in den Höhlen heraus, was an ein Monster erinnert und auch der Leichnam von Tommy beginnt wieder zu zucken. Kurz darauf erschlägt er Alice, worauf Cindy ihm in einem Amok Anflug den Kopf mit einer Schaufel abtrennt. Als Nächstes ist aus dem Loch im Boden das Summen vieler Fliegen zu hören und den Schwestern ist sofort klar, dass sie etwas Übles erwartet. In dem Fall ist es die Untote Ruby Lane, gefolgt von Billy Barker. Cindy und Ziggy rennen so schnell es geht zu dem großen Baum, unter dem Sarah Fier begraben sein soll, und fangen an zu graben. Doch die Untoten Ruby Lane, Billy Barker, Tommy und der Milchmann kommen unweigerlich auf sie zu. Als sie nach wenigen Sekunden auf etwas Hartes stoßen, ist es nur ein Stein und von Sarah Fiers Leiche fehlt jede Spur. Als die beiden versuchen, zu entkommen, wird Cindy mit mehreren Axthieben in die Brust von Tommy und Ziggy mit zahlreichen Messerstichen in den Oberkörper von dem Milchmann getötet.
Wenige Augenblicke später trifft Nick am Unglücksort ein und beginnt mit einer Herzmassage bei Ziggy, womit er sie erfolgreich reanimiert. Trotz sämtlicher Versprechen von Nick, Ziggy und damit an den Hexenfluch zu glauben, erklärt er der Polizei, Tommy Slater sei durchgedreht und verschweigt die Wahrheit.
Zurück im Jahr 1994, schließt Ziggy ihre Geschichte mit der Erkenntnis ab, dass nichts und niemand den Fluch brechen könne. Da erwidert ihr Deena, dass sie und ihr Bruder die Leiche von Sarah Fier gefunden haben. Da der einstige Galgenbaum von Sarah Fier jetzt das Herzstück der Shadyside Mall darstellt, begeben sich Deena und Josh dorthin und graben die Hand aus. Während Ziggy den jetzigen Sheriff Nick Goode kontaktiert, bringt Deena die Hand von Sarah Fier unter Nasenbluten zu ihren Überresten. Sowie sich diese berühren, wird auch Deena von den schrecklichen Visionen heimgesucht und findet sich als Sarah Fier im Jahr 1666 wieder.

## Entstehung & Veröffentlichung
| Figur             | Darsteller           | Deutscher Sprecher |
| ----------------- | -------------------- | ------------------ |
| Ziggy Berman      | Sadie Sink           | Léa Mariage        |
| Cindy Berman      | Emily Rudd           | Franziska Trunte   |
| Alice             | Ryan Simpkins        | Marie Hinze        |
| Tommy Slater      | McCabe Slye          | Hannes Maurer      |
| junger Nick Goode | Ted Sutherland       | Sebastian Fitzner  |
| Nick Goode        | Ashley Zukerman      | Kim Hasper         |
| Deena Johnson     | Kiana Madeira        | Lea Kalbhenn       |
| Josh Johnson      | Benjamin Flores, Jr. | Finn Posthumus     |
| Christine Berman  | Gillian Jacobs       | Anne Düe           |
| Sheila            | Chiara Aurelia       | Daniela Molina     |

Die deutschsprachige Synchronisation entstand unter der Dialogregie von Nico Sablik durch die Synchronfirma FFS Film- & Fernseh-Synchron in Berlin.
Der erste Teil der Trilogie sollte ursprünglich im Juni 2020 in den Kinos erscheinen. Aufgrund der COVID-19-Pandemie wurde dies verschoben. Nachdem Chernin Entertainment den gemeinsamen Vertrieb der Filme mit 20th Century Fox beendet hatte, wurde ein gemeinsamer Vertrieb der Trilogie mit Netflix vereinbart. Der Film wurde am 9. Juli 2021 auf Netflix veröffentlicht.
Die Fortsetzung und zugleich der letzte Teil der Trilogie wurde am 16. Juli 2021 auf Netflix veröffentlicht.

## Musik
Auf die Glam Rock Legende David Bowie wird auffallend häufig Bezug genommen. So ist es bspw. naheliegend, dass der Spitzname der Protagonistin, „Ziggy“, eine Anspielung auf Ziggy Stardust darstellt. Ihren Hund hat sie Major Tom genannt, nach dem Bowie-Hit Space Oddity von 1969. Beides sind potenziell Verbindungen zu den beiden von Bowie erfundenen Figuren, die er in seinen früheren Jahren immer wieder in Liedern thematisierte. Der Film beginnt und endet mit einem Hit von Bowie, zunächst in der noch erfolgreicheren Cover-Version von Nirvana, dann zum Schluss im Original, was die Hommage abrundet.
Wie schon beim Vorgänger Fear Street – Teil 1: 1994 wurde der Soundtrack mit großer Sorgfalt für die jeweilige Zeitepoche ausgewählt, darunter:
| Interpret              | Titel                                    | erschienen |
| ---------------------- | ---------------------------------------- | ---------- |
| Nirvana                | The Man Who Sold the World               | 1994       |
| Neil Diamond           | Brother Love’s Travelling Salvation Show | 1969       |
| Captain & Tennille     | Love Will Keep Us Together               | 1975       |
| The Runaways           | Cherry Bomb                              | 1976       |
| Cat Stevens            | The First Cut Is the Deepest             | 1967       |
| Blue Öyster Cult       | (Don’t Fear) The Reaper                  | 1976       |
| Kansas                 | Carry On Wayward Son                     | 1976       |
| The Buzzcocks          | Ever Fallen in Love                      | 1978       |
| Thelma Houston         | Don’t Leave Me This Way                  | 1976       |
| The Velvet Underground | Sweet Jane                               | 1969       |
| Foghat                 | Slow Ride                                | 1975       |
| David Bowie            | The Man Who Sold the World               | 1970       |

## Kritiken
Fear Street – Teil 2: 1978 erhielt ein gutes Presseecho, was sich auch in den Auswertungen US-amerikanischer Aggregatoren widerspiegelt. So erfasst Rotten Tomatoes größtenteils positive Besprechungen und ordnet den Film dementsprechend als „Zertifiziert Frisch“ ein. Laut Metacritic fallen die Bewertungen im Mittel „Grundsätzlich Wohlwollend“ aus.

„Erneut weiß Leigh Janiak genau ikonische Momente mit Fingerspitzengefühl zu zitieren und doch auch wieder mit modernen Erzählelementen anzureichern. Fans der Klassiker dieses Subgenres, die hier referenziert werden, dürfen sich auf zahlreiche Anspielungen freuen.“

Oliver Armknecht kritisiert, dass der Teil „die Geschichte aber nicht nennenswert vorantreibt und insgesamt auch spürbar zu lang geworden“ sei.